# Calathea divaricata
Calathea divaricata är en strimbladsväxtart som beskrevs av Henry Hurd Rusby. Calathea divaricata ingår i släktet Calathea och familjen strimbladsväxter. Inga underarter finns listade.